# Coosuc
Cowasuck (Coosuc, Coos) /od koash =pine, + ak =at, odnosno  'at the pine' ,/ maleno pleme Pennacook konferderacije koje je nekad živjelo u kraju gdje se sastaju rijeke Upper i Lower Ammonoosuc s Connecticutom, u okruzima Coos i Grafton, New Hampshire. Njihovo glavno selo Coosuc nalazilo se na ušću rijeke Lower Ammonoosuc. Godine 1704. protjerali su ih odatle Englezi pa su se priključili Indijancima Sokoki ili St Francis, među kojima su svoje ime sačuvali do 1809.

## Vanjske poveznice
- Coosuc Indian Tribe History